# Казахстансько-сербські відносини
Казахстансько-сербські відносини — двосторонні відносини Республіки Казахстан та Республіки Сербія, встановлені в грудні 1996. З червня 2015 у Белграді відкрито посольство Казахстану; у свою чергу, в Астані діє посольство Сербії з 23 червня 2011.

## Історія
До встановлення відносин Казахстану та Сербії діяли дипломатичні відносини СРСР, у складі якого була Казахська РСР, із СФРЮ (попередницею Сербії). Дипломатичні відносини між Республікою Казахстан та Союзною Республікою Югославія було встановлено 10 грудня 1996, що зафіксовано протоколом у Москві, який підписали посол РК Т. Мансуров та посол СРЮ Д. Маркович. Наразі посаду Надзвичайного та повноважного посла Республіки Казахстан у Сербії обіймає Нурбах Рустемов (з 2014 року); Надзвичайним і повноважним послом Сербії в Республіці Казахстан є Владан Матич (з 2017).
У рамках розвитку відносин пройшла низка зустрічей політиків Казахстану та Югославії (пізніше Сербії).
- 1 грудня 2003 у рамках 11-го СМЗС ОБСЄ відбулася зустріч першого віце-міністра закордонних справ Казахстану К. Абусеїтова із заступником міністра закордонних справ Сербії та Чорногорії В. Зугіч.
- 11 листопада 2005 в інавгурації Президента Казахстану взяв участь посол Сербії та Чорногорії М. Рочен.
- 28 листопада 2007 Казахстан відвідав Міністр торгівлі та послуги Сербії П. Бубалів.
- З 3 по 4 листопада 2009 у Белграді був із візитом Національний координатор Республіки Казахстан зі зв'язків із Європейським союзом К. А. Жигалів.
- 1 грудня 2009 в Афінах на полях СМЗС ОБСЄ відбулася зустріч Міністра закордонних справ РК К. А. Саудабаєва та глави МЗС Сербії В. Єремича.
- З 5 по 6 вересня у Белграді делегація Казахстану була спостерігачем на саміті «Руху неприєднання».
- 23 вересня 2011 на 66-й сесії Генеральної асамблеї ООН зустрілися міністри закордонних справ Казахстану та Сербії — Є. А. Казиханов та В. Єреміч.
- З 3 по 5 червня 2015 у Белграді з візитом перебував заступник глави МЗС РК А. Волков, який провів переговори із президентом Сербії Т. Ніколичем, головою МЗС І. Дачичем та іншими особами.

З березня 2014 у Народній скупщині Республіки Сербія працює Депутатська група дружби та співробітництва з Республікою Казахстан.

## Співпраця

### Економічна
Обсяг товарообігу між Казахстаном та Сербією:
- 2008 — $12,5 млн.
- 2009 — $18,5 млн.
- 2010 — $13 млн.
- 2011 — $15,5 млн.
- 2012 — $25,3 млн.
- 2013 — $22,7 млн. (експорт до Сербії — $4,5 млн, імпорт із Сербії — $18,2 млн.).)
- 2014 — $20 млн. (експорт до Сербії — $0,3 млн, імпорт із Сербії — $19,7 млн.).)
- 2015 (два місяці) — $1,7 млн. (тільки імпорт із Сербії)

Сербія експортує хімічну промисловість, деревину, текстиль, папір та вироби із цих матеріалів. Казахстан експортує мінеральні продукти, машини, обладнання, механізми та електротехнічне обладнання. У Казахстані працює близько 10 спільних підприємств за участю сербського капіталу: оптова та роздрібна торгівля, будівництво будівель. Сербська компанія «Енергопроект» займається будівництвом двох станцій метро в Алмати (Алмалінській та Абая), торгових та бізнес-центрів в Актау, Уральську та Атирау, а також будівництвом житлового комплексу та винного заводу в Сариагаші .

### Угоди
- З 4 листопада 2009 року діє угода про безвізовий режим для власників дипломатичних та службових паспортів.
- З 7 жовтня 2010 року діє угода про вільну торгівлю, заохочення та взаємний захист інвестицій, а також безвізовий режим. Підписано меморандуми про співпрацю між Торгово-промисловими палатами та МЗС двох країн.
- Узгоджуються нині низка пакетів про співробітництво щодо боротьби проти злочинності.

### Політична
Казахстан висловив підтримку позиції Сербії з питання державності Косова: у грудні 2008 року прем'єр-міністр Карім Масімов заявив, що не визнаватиме жодних держав, чия незалежність була проголошена в 2008 році і пізніше . Сербія підтримала заявку Казахстану на головування в ОБСЄ та проведення «ЕКСПО-2017» в Астані, а також його заявку на непостійне членство в Раді Безпеки ООН на 2017—2018 роки.

## Державні візити
У серпні 2015 року візит до Казахстану здійснив президент Сербії Томислав Ніколіч, відзначивши відмінний розвиток сербсько-казахських відносин у плані економічного співробітництва. Через рік, до 20-річчя встановлення відносин візит у відповідь здійснив до Сербії і президент Казахстану Нурсултан Назарбаєв, зустрівшись з представниками всіх релігійних громад Сербії і з сербським патріархом Іренеєм. В рамках візиту до Белграда було відкрито пам'ятник поетові Жамбилу Жабаєву.

### Посли Сербії у Казахстані
1. Бранислав Радойчич, временный поверенный в делах, 2011 - 2012 годы
2. Владимир Миркович, Посол, 2012 - 2017
3. Владан Матич, посол, 2017 -